# Atherosperma
Atherosperma is een geslacht uit de familie Atherospermataceae. Het telt een soort, die voorkomt in de Australische staten Tasmanië, Victoria en New South Wales. De soort is een groenblijvende boom die groeit in regenwouden.

## Soorten
- Atherosperma moschatum Labill.

Atherosperma · 
Daphnandra · 
Doryphora · 
Dryadodaphne · 
Laurelia · 
Laureliopsis · 
Nemuaron